# José Rico
José Rico Alves dos Santos (São José do Belmonte, 29 de junho de 1946 – Americana,  3 de março de 2015) foi um cantor e instrumentista brasileiro de música sertaneja. Tornou-se conhecido como integrante da célebre dupla sertaneja Milionário & José Rico, que rendeu a ele e a Milionário o apelido de "As Gargantas de Ouro do Brasil".
José Rico ficou marcado pela forma como se apresentava, de óculos escuros, joias e com uma das unhas pintadas, além da interpretação singular e a potência vocal marcante. Em mais de quarenta e cinco anos de carreira, lançou dois álbuns em carreira solo (a dupla se separou entre 1991 e 1993), além de receber disco de platina triplo pelo álbum Estrada da Vida (1977) e disco de platina por Tribunal do Amor (1982).
O cantor também teve uma breve carreira no cinema, atuando ao lado de Milionário nas biografias musicais Na Estrada da Vida (1983), com direção do cineasta Nelson Pereira dos Santos, e Sonhei com Você (1988), dirigido por Ney Santanna, que contavam a história da dupla Milionário & José Rico e contavam com trilha sonora produzida pelos próprios cantores.
Pouco mais de vinte anos após o retorno das atividades em dupla, em março de 2015, deu entrada em um hospital em Americana, São Paulo, onde foi vítima de uma parada cardíaca e faleceu aos sessenta e oito anos. Em sua discografia com Milionário, constam mais de trinta discos, incluindo trilhas sonoras para filmes biográficos da dupla.

## Biografia
José Alves dos Santos nasceu em São José do Belmonte, Pernambuco, mas foi criado em Terra Rica, Paraná, onde recebeu de um padre o apelido José Rico, que mais tarde o cantor adicionaria ao seu nome no cartório. Seu apelido também pode ter se originado de uma tradução quase literal do nome do cantor Johnny Cash, que se tornou conhecido na mesma época em que Milionário & José Rico tornaram-se uma dupla.
Na juventude, tentou a carreira como futebolista, tendo jogado em times juvenis e semi-profissionais no Mato Grosso do Sul e no Paraná. Aos dezoito anos, sofreu uma contusão que o afastou do esporte, fazendo com que se tornasse investidor.

## Carreira

### Início da década de 1960–1968: Carapó & Cambay e primeiros discos
As informações sobre os primeiros anos de carreira de José Rico variam de acordo com a fonte. Sabe-se que, no início dos anos 1960, o cantor formou uma dupla com o músico José Ferreira dos Santos, com o nome de Carapó & Cambay, e gravaram um disco, Os Amantes da Seresta (1968). Em algum momento, a dupla teria virado um trio com a entrada de Andrezinho, mas se desfez depois de seis anos, alegadamente a pedido de Cambay. José, conforme alguns relatos, também teria sido parceiro de Cambota (Laerte Francisco Ribeiro), que afirma ser quem apresentou o cantor a Milionário.

### 1970–1991:Milionário & José Ricoe reconhecimento nacional

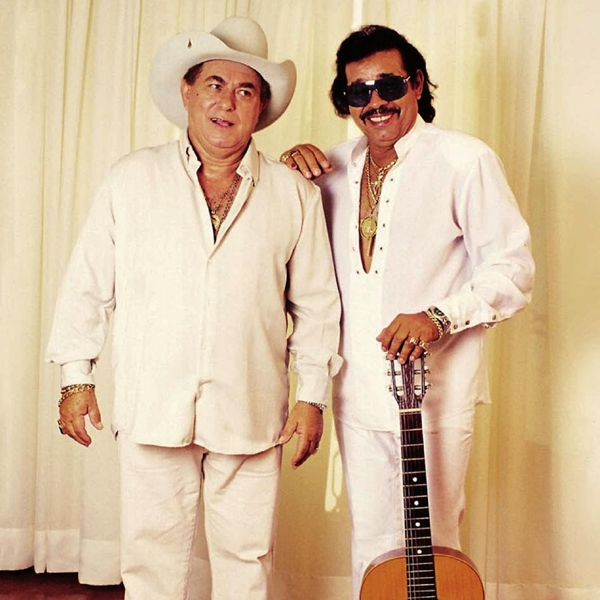
Milionário e José Rico em 2002.

Romeu Matos e José Alves e se conheram entre o fim da década de 1960 e o início da década de 1970. Há versões diferentes de como isso aconteceu. Em 1969, José Rico teria se mudado para Dourados, Mato Grosso do Sul, onde um barbeiro teria o levado para a gravadora Califórnia e lá, José e Romeu teriam gravado um disco. No entando, José Rico afirmou, em entrevista, que ambos se conheceram quando ele morava no Jaçanã, em São Paulo, e que Milionário o acolheu em sua casa na Vida Ede, o que corrobora com a informação dita por Milionário, que afirmou ter se mudado para a capital paulista em 1957.
No primeiro período de atividade, lançaram vinte discos em vinte e um anos de carreira. Estrada da Vida (1977) vendeu mais de 750 mil cópias, que rendeu à dupla um certificado de platina triplo, além de conter a faixa homônima que os tornou conhecidos; Tribunal do Amor (1982) vendeu mais de 250 mil cópias e foi certificado com disco de platina. Em 1980, protagonizaram o drama biográfico-musical Na Estrada da Vida, dirigido pelo cineasta Nelson Pereira dos Santos e roteirizado pelo dramaturgo Chico de Assis. Já em 1988, Milionário e José Rico protagonizaram Sonhei com Você, filme musical dirigido por Ney Santanna. Em 1991, os cantores anunciaram o fim das atividades da dupla numa apresentação em Ribeirão Preto.

### 1991–93: Carreira solo

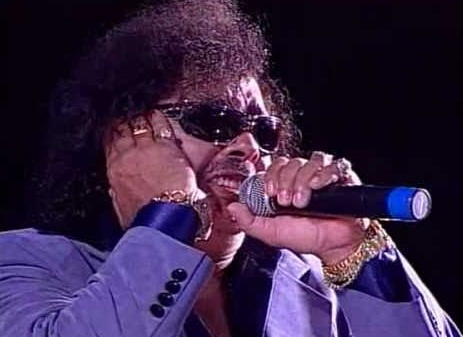
José Rico durante um show

Com o fim da dupla, José Rico lançou o disco Voltei pra FIcar (1992), que marcou sua estreia em carreira solo. No ano seguinte, lançou Uma Luz em Meu Caminho (1993). A respeito de ter se separado de Milionário, José afirmou que ambos mantiveram muito respeito, mesmo com o fim das atividades da dupla.

### 1994–2015: Volta da dupla e últimos anos
Em 1994, a pedido de José Rico, Milionário & José Rico retomaram as atividades. Com isso, lançaram outros discos, incluindo uma homenagem ao piloto automobilístico Ayrton Senna, morto no mesmo ano num acidente de comoção nacional enquanto corria na Itália.

## Morte
Em 1.º de março de 2015, Milionário e José Rico se apresentaram em Osasco, na Região Metropolitana de São Paulo. José apresentou-se sentado e visivelmente cansado, com dificuldades para caminhar quando subiu no palco. No dia seguinte, deu entrada no hospital Unimed em Americana no interior de São Paulo; na terça-feira, 3 de março de 2015, veio a falecer no começo da tarde, vítima de insuficiência no miocárdio seguida de uma parada cardíaca.

## Vida pessoal

### Relacionamentos
José Rico foi casado duas vezes. Do primeiro casamento, teve uma filha, Cristina. Nos últimos anos de vida, era casado com Berenice Martins Alves dos Santos, com quem teve dois filhos gêmeos, Sami e Sara. O cantor também é pai de Moysés Rico, fruto de um relacionamento extraconjugal.

### Espólio
Antes de falecer, José Rico construiu um castelo às margens da Rodovia Anhanguera, em Limeira, no interior de São Paulo. No local, o músico pretendia montar um estúdio, mas a intenção inicial era fazer do lugar um recanto para ele sua família. “Ali é o meu mundo. Eu estou construindo isso para mim e para os meus“, disse José Rico em uma entrevista concedida o cantor Michel Teló no programa Fantástico, em outubro de 2014. Na ocasião, Rico desmentiu o rumor de que a mansão foi construída porque uma cigana teria dito que ele nunca deveria parar de construir sua própria casa: “São lendas“.
O cantor também compôs uma canção chamada “Castelo”. A letra diz: “Construí um castelo bonito para dar de presente a pessoa amada”. Os versos da música ainda falam que o amor é tudo o que se tem na vida. “Para viver sem ela (a pessoa amada), tudo isso é nada.”
De acordo com a imprensa, a herança deixada por José Rico está avaliada em R$70 milhões, além de literalmente este castelo. Os bens foram devidamente divididos entre sua esposa, Berenice, e seus filhos, Sami e Sara.